# Andrea Poová
Andrea Ixyoltzin Poová Castrejónová (* 26. prosince 1994) je mexická zápasnice – judistka.

## Sportovní kariéra
S judem začala ve 13 letech v Ciudad de México v univerzitním klubu UNAM. Vrcholově se připravuje v Ciudad de México ve sportovním tréninkovém centru CONADE pod vedením mexických a kubánských trenérů. V mexické ženské reprezentaci se pohybuje od roku 2014 ve střední váze do 70 kg. V roce 2016 se na olympijské hry v Londýně nekvalifikovala.

### Vítězství na mezinárodních turnajích
- 2016 – 1x světový pohár (Santiago)

## Výsledky
| Turnaj                  | 2013         | 2014         | 2015         | 2016         | 2017         |
| Turnaj                  | 19           | 20           | 21           | 22           | 23           |
| Turnaj                  | střední váha | střední váha | střední váha | střední váha | střední váha |
| ----------------------- | ------------ | ------------ | ------------ | ------------ | ------------ |
| Olympijské hry          |              |              |              | —            |              |
| Mistrovství světa       | —            | —            | úč.          |              | —            |
| Panamerické hry         |              |              | 5.           |              |              |
| Panamerické mistrovství | úč.          | 7.           | —            | úč.          | —            |
| Univerziáda             | —            |              | —            |              | 5.           |
| Středoamerické a k. hry |              | 3.           |              |              |              |